# 塞達維爾 (加利福尼亞州)
塞達維爾（英語：Cedarville）是位於美國加利福尼亞州莫多克縣的一個人口普查指定地區。

## 地理
塞達維爾的座標為41°31′45″N 120°10′24″W / 41.52917°N 120.17333°W，而該地最高點為海拔高度1418米（即4652英尺）。

## 人口
根據2010年美國人口普查的數據，塞達維爾的面積為14.104平方千米，當中陸地面積為14.093平方千米，而水域面積為0.011平方千米。當地共有人口514人，而人口密度為每平方千米36人。